# 哈爾達 (魔戒)
哈爾達（英語：Haldir）是托爾金奇幻文學中土大陸裡的角色，在小說《魔戒》首部《魔戒現身》中登場。他是羅斯洛立安的精靈隊長之一，與兩名部下歐洛芬和盧米爾駐守森林邊境。

## 生平
駐守羅斯洛立安邊界的哈爾達與他的同伴皆身穿灰衣斗篷，居住在樹上的平台。由於曾在羅斯洛立安之外旅行過的緣故，哈爾達是少數能用西方通用語交談的羅斯洛立安精靈之一。
第三紀元3019年，剛逃出摩瑞亞的魔戒遠征隊一行匆忙跨越寧諾戴爾河，來到羅斯洛立安邊境，被哈爾達和他的手下發現。哈爾達較不信任除亞拉岡和勒苟拉斯之外的其他遠征隊員，特別是矮人金靂；他要求遠征隊在進入森林中心前都必須先蒙上眼睛，這引起了金靂的反彈。但最後遠征隊還是妥協了，哈爾達便帶領他們一路來到了森林內凱蘭崔爾夫婦所在的卡拉斯加拉頓。
在此之後，哈爾達就沒被提及到。不過在魔戒聖戰期間多爾哥多大軍入侵羅斯洛立安時，他很有可能參與了抵抗敵人的戰鬥。

## 改編描述
在彼得·傑克森的電影系列《魔戒電影三部曲》，哈爾達由紐西蘭演員克萊格·帕克飾演。電影中這個角色被大大地擴展，《魔戒二部曲：雙城奇謀》中，哈爾達代表愛隆和凱蘭崔爾率領兩百人的精靈軍隊至聖盔谷支援，協助洛汗人對抗強獸人大軍，聖盔谷之戰中他為掩護剩餘兵力撤退與強獸人力戰而死。

## 外部連結
- 互联网电影数据库上哈爾達的资料（英文）
- 哈爾達（页面存档备份，存于）在阿爾達百科全書上的條目（英文）
- 哈爾達（页面存档备份，存于）在Tolkien Gateway 上的條目（英文）